# Jacques II Androuet du Cerceau
Jacques II Androuet du Cerceau (París, 1550 - París, 16 de septiembre de 1614) fue un arquitecto francés, miembro de una reputada familia de arquitectos renacentistas.

## Biografía

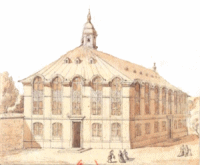
Templo protestante de Charenton (1623)

Hijo de Jacques I (1510-1584), ayudó primero a su hermano Baptiste (1544-1602) en las obras del castillo del Louvre, construyendo entre 1607 y 1610 la Gran Galería del Palacio, paralela al río Sena, y el Pavillon de Flore del Palacio de las Tullerías. La muerte de Enrique IV en 1610 sumió otra vez a las Tullerías en un periodo de letargo.
Comenzó el pont Neuf en París por orden de Enrique III, pero la guerra civil impidió finalmente su realización. Androuet también construyó varias hôtels particuliers (mansiones) en la capital.
En 1581, fue nombrado «valet de chambre et architecte de monseigneur frère du roi» [ayuda de cámara y arquitecto de monseñor hermano del rey]. En 1596 Enrique IV fue nombró «contrôleur général des bâtiments» [Controlador general de edificaciones].
En 1597, estuvo al servicio de Gabrielle de Estrées trabajando en el château de Montceaux, en Montceaux-lès-Meaux.
Se casó en 1602 con Marie Malapert.
Algunos historiadores le atribuyeron los planes de la Place Royale (hoy plaza de los Vosgos), cuya construcción comenzó en 1605.
Protestante, fue conocido sobre todo por ser el arquitecto del templo de Charenton, construido para la comunidad parisina reformada en 1607.
En 1609, aparece en algunos documentos como arquitecto de las obras del hôtel de Soissons, perteneciente a Carlos de Borbón-Soissons.
A su muerte fue enterrado en el parisino cementerio de los Santos Padres.